# Licencija
Licencija ili licenca je pravo iskorištavanja predmeta licencije, koji može biti nematerijalan (softver) ili materijalan, npr. cigarete ili neko bezalkoholno ili alkoholno piće, tijekom određenog vremena. Do licencije dolazi, ako nositelj prava odluči ugovorom o licenciji u cijelosti ili djelomično prenijeti pravo upotrebe predmeta licence na drugog vlasnika. Predmet ugovora o licenciji mogu biti modeli, izumi, ideje, patenti, uzorci, znanje, robne marke i zaštitni znakovi.
Kupac licencije može zasnivati daljnji razvoj svog poslovanja na tehničkim, tehnološkim, organizacijskim, menadžerskim i inim iskustvima, znanjima i vještinama tržišno etabliranih poslova prodavatelja licencije. Na taj način kupac licencije smanjuje moguće rizike. Ugovor o licenciji uvijek se zaključuje u pisanom obliku.

## Vrste licencija
Razlikujemo: ugovornu, prisilnu te zakonsku licenciju.
- Ugovorna licencija može biti isključiva ili neisključiva te prostorno ograničena ili prostorno neograničena.

- Neisključiva licencija je licencija kojom je stjecatelj licencije stekao pravo iskorištavanja patenta, pri čemu je davalac licencije zadržao pravo bilo sam iskorištavati patent ili to pravo ustupiti trećoj osobi ili osobama.

- Isključiva licencija mora biti izričito ugovorena, a davatelj licencije u tom slučaju ne može ni u kojem obliku sam iskorištavati predmet licencije, niti njegove pojedine dijelove, niti to povjeriti nekome drugom u granicama prostornog važenja licencije.

Prostorna ograničenost licencije može se ugovoriti ako to nije protivno Ustavu Republike Hrvatske i hrvatskim zakonima. Ako se ništa ne ugovori, licencija se smatra prostorno neograničenom.
Podlicencija omogućuje korisniku licencije da uz naknadu ustupi pravo dotične licencije i drugim korisnicima. Stjecatelj neisključive licencije za osnivanje podlicencije treba pristanak davatelja licencije, dok stjecatelju isključive licencije takav pristanak ne treba.
Prisilnu licenciju izdaje nadležni sud u slučaju nedovoljnog iskorištavanja patenta bilo kojoj osobi koja podnese zahtjev za prisilnu licenciju.
Zakonsku licenciju država daje sama sebi na temelju zakonskih propisa radi stvaranja monopola u određenim proizvodnim područjima.